# Leucogramma
Leucogramma là một chi bướm đêm thuộc họ Noctuidae.